# Phalera atrata
Phalera atrata är en fjärilsart som beskrevs av Karl Grünberg 1907. Phalera atrata ingår i släktet Phalera och familjen tandspinnare. Inga underarter finns listade i Catalogue of Life.